# 바티칸 정원

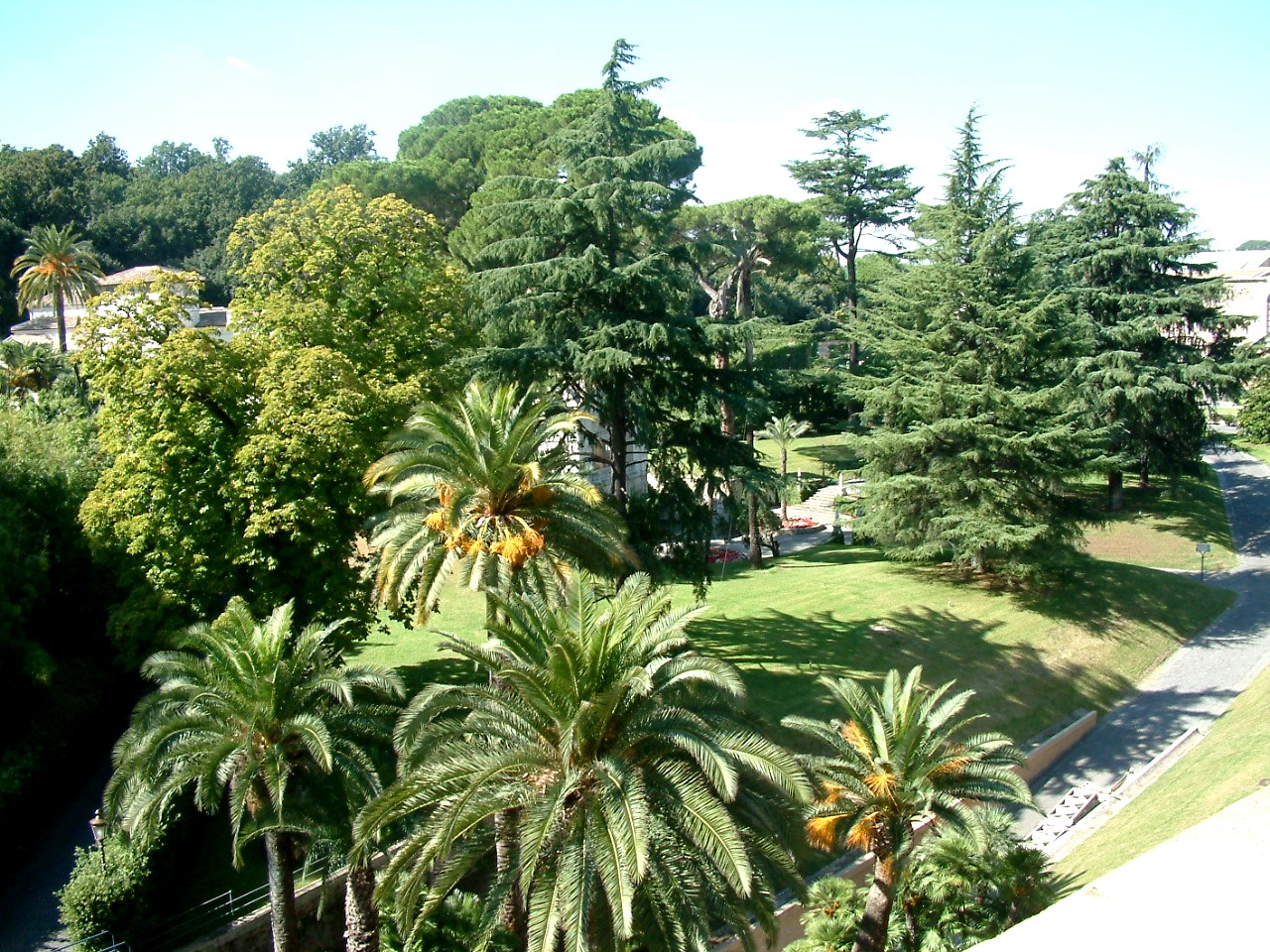
바티칸 정원

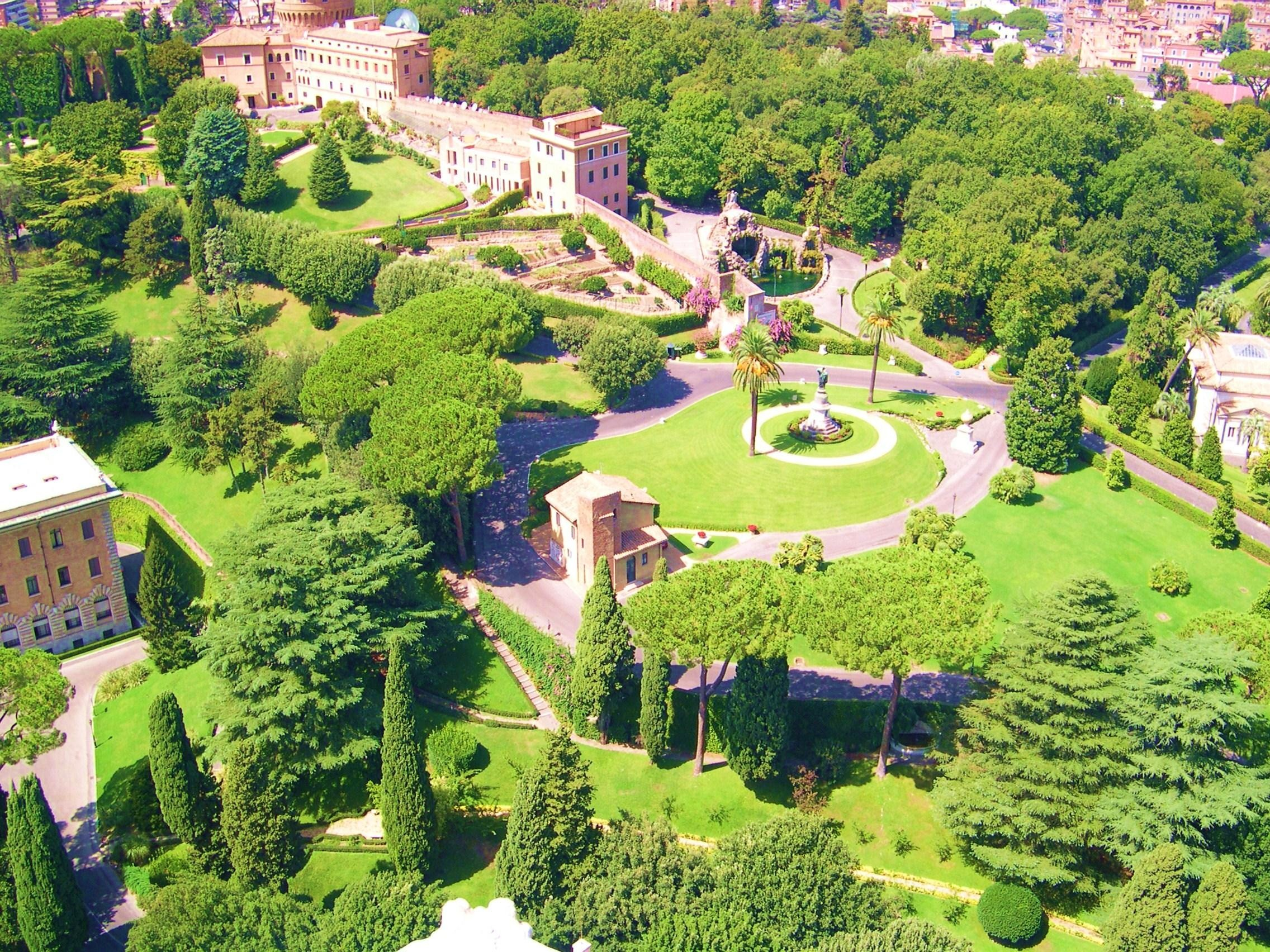
바티칸 정원

바티칸 정원(이탈리아어: Giardini Vaticani)은 바티칸 시국 영토의 절반 이상을 차지하는 정원 겸 공원이다. 바티칸 시의 남부와 북동부에 있으며, 바티칸 라디오 방송국과 같은 몇몇 건물이 정원 근처에 있다.
면적은 약 200,000m²에 달하며 바티칸 언덕의 대부분을 차지하고 있다. 가장 높은 곳은 60m에 달한다. 돌로 만든 벽은 북쪽과 남쪽, 서쪽 세 방향에 걸쳐 세워졌다.
바티칸 정원은 르네상스 시대에서 바로크 시대에 걸쳐 확립되었다. 바티칸 정원 안에는 각종 분수와 조각상으로 장식되어 있다. 지면 아래에는 몇 개의 우물이 있으나 지금은 사용하지 않고 있다. 이곳의 개체군은 매우 광범위하기 때문에 생물서식공간(비오토프)으로서 중요하게 여겨지고 있다.

## 역사
전해지는 바로는 성녀 헬레나가 그리스도의 피와 네로의 박해로 목숨을 잃은 수많은 초기 그리스도인들의 피를 상징적으로 단결시키고자 골고타에서 가져온 흙을 지금의 바티칸 정원이 있는 장소에 뿌렸다고 한다. 바티칸 정원은 과수원과 포도원이 교황의 사도 궁전 북쪽까지 뻗쳤던 중세 시대부터 존재해왔다. 1279년 교황 니콜라오 3세는 교황의 거주지를 라테라노 궁전에서 바티칸으로 옮기고 성벽으로 바티칸을 둘러막았다. 그는 그 지역에 과수원(pomerium), 잔디(pratellum), 정원(viridarium)을 만들었다. 이 장소는 16세기 초반인 교황 율리오 2세 치세에 다시 조경술을 받았다. 도나토 브라만테의 원래 디자인은 코르틸리 델 벨베데레에 의해 세 개의 새로운 안뜰로 나누어졌는데, 르네상스 조경 디자인 양식의 ‘델라비블리오테카(della Biblioteca)’와 ‘델라피냐(della Pigna)’가 그것이다. 또한, 르네상스 양식의 거대한 직사각형 미로에는 디자인의 정식답게 회양목이 심어졌으며 이탈리아 소나무(Pinus pinea)와 레바논산 삼나무(Cedrus libani)가 미로의 틀을 잡았다. 니콜라오 3세의 울로 둘러싼 땅에는 브라만테가 거대한 직선형의 방어벽이 세워졌다.
오늘날의 바티칸 정원은 20여 명의 원예사가 1년 내내 정성 들여 돌보고 있으며, 미켈란젤로의 예술품들과 비교될 정도로 아름다운 대자연의 경관을 만끽할 수 있다. 정원은 수십 개의 대리석으로 된 천사 조각상과 우람한 나무들, 그늘이 드리워진 오솔길, 잔디, 푸른 월계수 울타리를 따라 타는 듯 붉게 만발한 칸나꽃들로 사시사철 아름다운 광경을 연출한다. 또한, 정원 곳곳에서 물을 뿜어내는 갖가지 모형의 분수들은 파란 이끼가 덮인 연못 위의 수련들과 어우러져 장관을 이룬다. 그중에서도 가장 볼 만한 것은 17세기에 만들어진 갈레온선을 본떠 만든 분수다. 갈레온선에 설치된 열여섯 개의 대포에서 힘차게 뿜어져 오르는 분수는 언제 보아도 눈부시다. 성모 마리아에게 봉헌한다고 선포한 조각상과 자그마한 인공 동굴 그리고 이스라엘 정부에서 기증한 푸릇푸릇한 가지 세 줄기를 뻗은 올리브 나무도 있다.
여행자들은 공식 안내원의 안내를 받으며 바티칸 정원을 둘러볼 수 있다. 성 베드로 광장 왼쪽 공중화장실 근처 바티칸 관광 안내소에 가서 신청하면 오전 10시에 소형 버스를 타고 출발하는 단체 관람객들과 동행할 수 있다. 한 번에 30명 정도씩 무리를 지어 관람하도록 정해져 있기 때문에 성수기에는 하루나 이틀 전에 미리 신청하고 표도 예매해 놓는 것이 좋다. 3월 초부터 10월 말까지는 수요일과 일요일을 제외하고는 매일 관람할 수 있으며, 11월 초부터 2월 말까지는 매주 화요일, 목요일, 토요일에만 관람할 수 있다.

## 갤러리

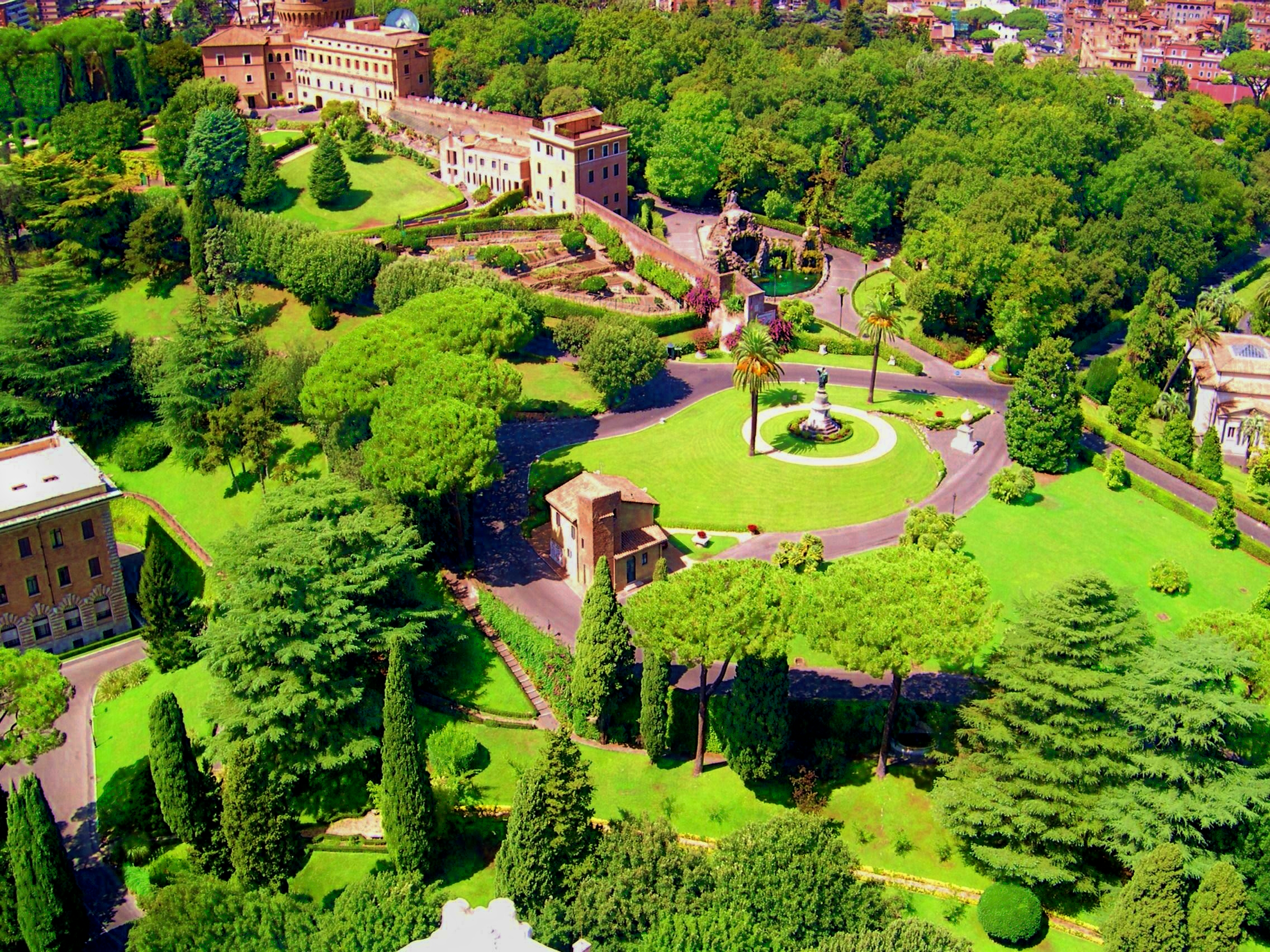
바티칸 정원
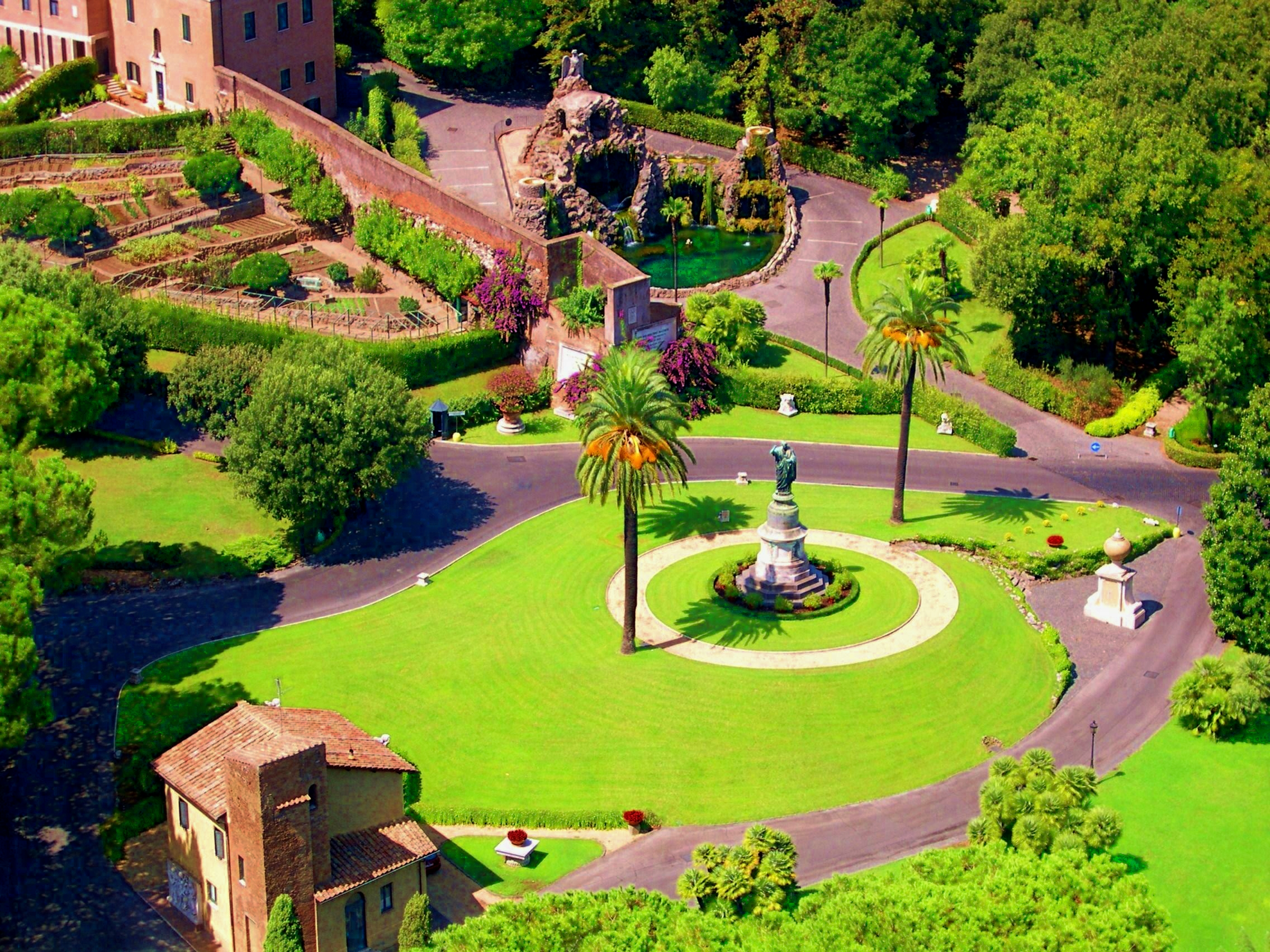
바티칸 정원
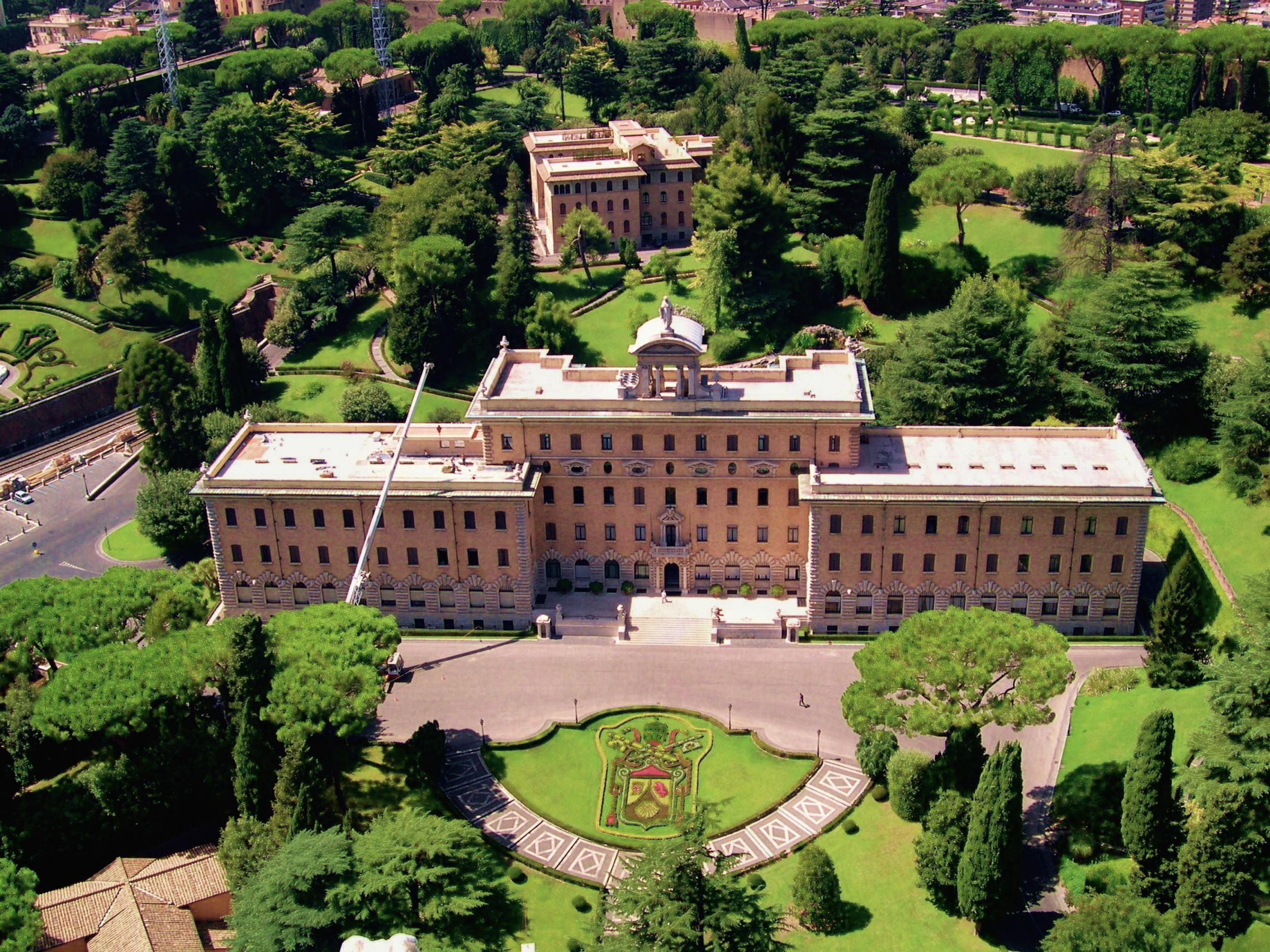
바티칸 시국 행정처 건물
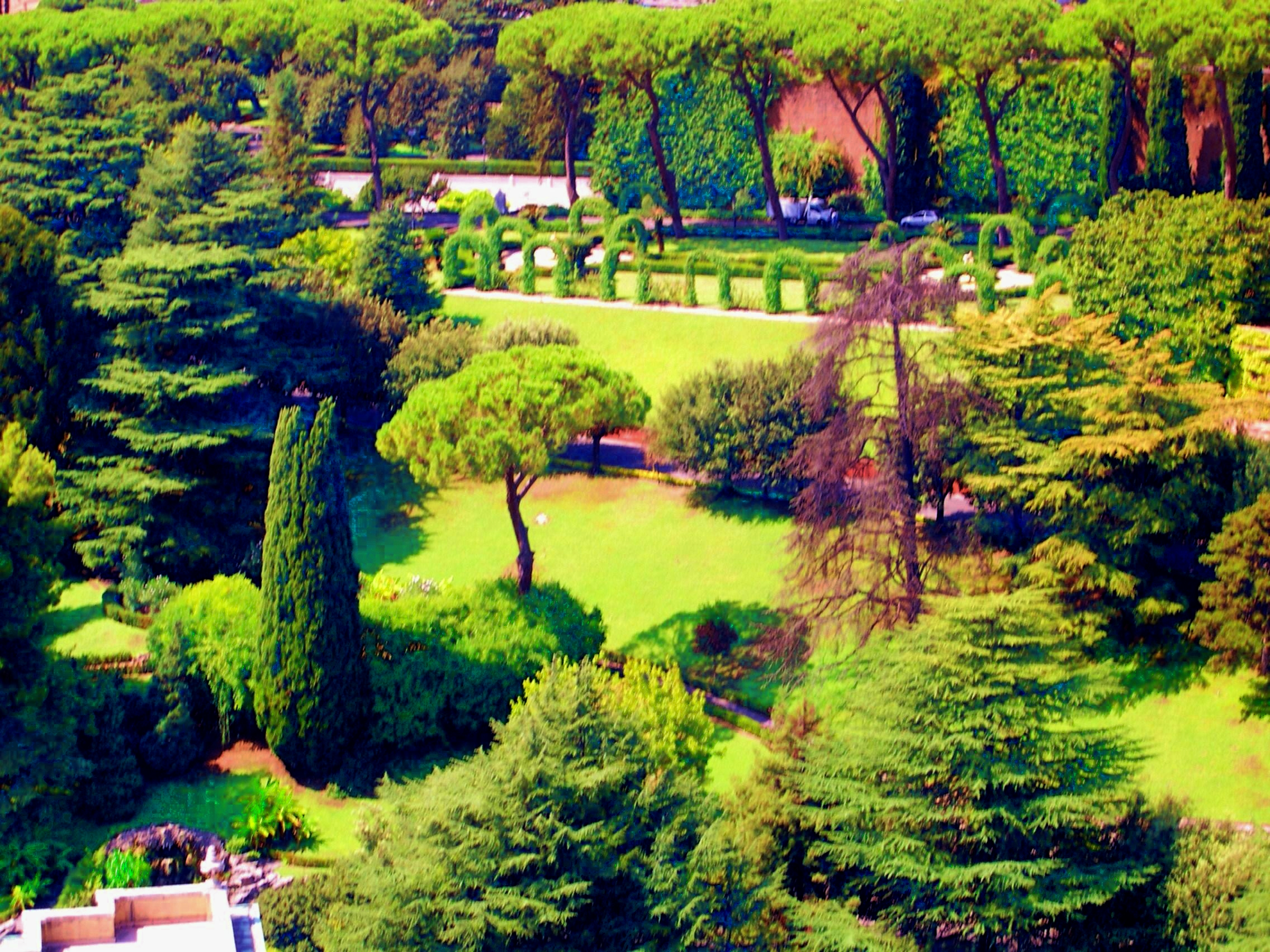
바티칸 정원

## 같이 보기
- 도시공원
- 바티칸 기후 산림